# Grégoire de Saint-Quentin
Grégoire de Saint-Quentin, né le 26 avril 1961 à Paris, est un militaire et chef d'entreprise français. 
Général d'armée, il a exercé les fonctions de conseiller du Gouvernement pour la défense (2020), sous-chef de l'état-major des armées chargé des opérations (2016-2020), commandant des opérations spéciales (2013-2016) et commandant opératif de l'opération Serval (janvier à août 2013).

## Origine, famille et formation
La famille de Saint-Quentin est originaire de Champagne et remonte à 1450 selon Jougla de Morenas. Ses armes portent d'azur à la fasce d'or chargée d'une souche d'arbre de gueules accompagnée de 3 molettes d'éperon d'or rangées en chef.
Le grand-père de Grégoire de Saint-Quentin est pilote durant la Première Guerre mondiale. Son père, Renaud de Saint-Quentin, major de la promotion 1946 de l'École navale, est pilote dans l'aéronautique navale et quitte la Marine nationale avec le grade de capitaine de corvette.
Grégoire de Saint-Quentin est élève officier à l'École spéciale militaire de Saint-Cyr de 1981 à 1983 (promotion Grande-Armée). Il choisit ensuite de servir dans les Troupes de marine et intègre l'École d’application de l’infanterie de Montpellier (1983-1984).

## Carrière militaire
Lieutenant, il commence sa carrière au 3e régiment de parachutistes d'infanterie de marine à Carcassonne. En 1987, il est muté au 2e régiment de parachutistes d'infanterie de marine à Saint-Pierre sur l'île de La Réunion pour deux ans, au cours desquels il est promu capitaine. En 1989, il rejoint le 1er régiment de parachutistes d’infanterie de marine en tant que commandant de compagnie. Il est déployé lors de la Guerre du Golfe, où il est blessé, ainsi qu'au Rwanda, où il est notamment présent à Kigali lors de l'attentat du 6 avril 1994. Il est promu commandant en 1993.
Il est ensuite auditeur de la 110e promotion du cours supérieur d’état-major et de la 5e promotion du Collège interarmées de Défense de 1996 à 1997,. Il est promu lieutenant-colonel le 11 novembre 1997 et retourne au 1er régiment de parachutistes d’infanterie de marine en qualité de  chef du bureau « opérations ». De 2002 à 2004, il dirige la division « opérations » de l’état-major interarmées des Éléments français au Sénégal. Il est promu colonel le 1er juillet 2003
En 2004, Grégoire de Saint-Quentin est nommé chef de corps du 1er régiment de parachutistes d’infanterie de marine pour deux ans,. Il intègre ensuite la cellule études et prospective de l'état-major des armées, ce qui l'amène à participer à la préparation du Livre blanc sur la défense et la sécurité nationale 2008.
De 2008 à 2009, il est auditeur de la 58e session du Centre des hautes études militaires et de la 61e session de l’Institut des hautes études de Défense nationale,. À l'issue de cette formation, il devient chef du bureau de planification du Centre de planification et de conduite des opérations (CPCO) de 2009 à 2011. Le 1er août 2011, il est nommé commandant des Éléments français au Sénégal à Dakar et promu général de brigade.
De janvier à août 2013, Grégoire de Saint-Quentin assure le commandement opératif de l'opération Serval (après la période initiale du 11 au 23 janvier où le commandement était assuré depuis Paris par le général Didier Castres, sous-chef de l'état-major des armées chargé des opérations),, menée au Mali pour la libération et la restauration de l'intégrité des territoires nord-maliens tombés sous le contrôle des groupes islamiques Ansar Eddine et MUJAO. Sur place, le commandement des forces terrestres est assuré par le général de brigade Bernard Barrera et celui des opérations aériennes par le général de brigade aérienne Jean-Jacques Borel.
Le 1er août 2013, il est nommé commandant des opérations spéciales,. Il est promu général de division le 1er mars 2014.
Grégoire de Saint-Quentin est nommé sous-chef d'état-major Opérations de l'état-major des armées, le 1er septembre 2016, et élevé aux rang et appellation de général de corps d'armée à la même date.
Par décret du 24 juin 2020, il est nommé conseiller du Gouvernement pour la défense à compter du 1er juillet suivant, et élevé aux rang et appellation de général d'armée à la même date. Il fait ses adieux aux armes dans la cour d'honneur des Invalides à Paris le 3 septembre 2020, lors d'une cérémonie présidée par le général d'armée François Lecointre, chef d’État-Major des armées.
A son départ de l'armée en 2020, il rejoint l'entreprise Preligens, spécialiste de l'intelligence artificielle militaire qui vient d'être rachetée par le groupe Safran, comme vice-président chargé des projets avancés.
Il est ensuite PDG du groupe GEOS, filiale du groupe ADIT.

## Vie privée
Grégoire de Saint-Quentin est père de quatre enfants.

## Grades militaires
- 1983 : lieutenant.
- 1988 : capitaine[5].
- 1993 : commandant[5].
- 11 novembre 1997 : lieutenant-colonel[8].
- 1er juillet 2003 : colonel[9].
- 1er août 2011 : général de brigade[13].
- 1er mars 2014 : général de division[18].
- 1er septembre 2016 : général de corps d'armée[21].
- 1er juillet 2020 : général d'armée[22].

## Décorations
|  |  |  |  |
|  |  |  |  |
|  |  |  |  |
|  |  |  |  |
|  |  |  |  |

### Intitulés
- Grand officier de l'ordre national de la Légion d'honneur en 2020[25] (chevalier en 1997[26], officier en 2006[27], commandeur en 2013[28]).
- Grand officier de l'ordre national du Mérite en 2016[29] (commandeur en 2009[30], officier en 2001[31]).
- Croix de guerre des Théâtres d'opérations extérieurs avec une citation.
- Croix de la Valeur militaire avec cinq citations.
- Croix du combattant.
- Médaille d'outre-mer.
- Médaille de la Défense nationale.
- Deux médailles d'honneur pour acte de courage et de dévouement.
- Médaille de Reconnaissance de la Nation.
- Médaille commémorative française.
- Insigne des blessés militaires.
- Ordre national du Lion du Sénégal (2003).
- Commandeur de l'ordre national du Mali (2013[32]).
- Médaille de l'OTAN pour l'Ex-Yougoslavie.
- Médaille de l'OTAN pour le Kosovo.
- Médaille de l'OTAN non-article 5.